# Bucciali TAV16 Double Huit

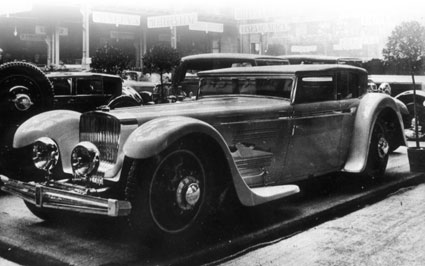
Bucciali TAV16 Double Huit. Автосалон. Париж. 1930

Bucciali TAV16 Double Huit (TAV - Traction Avant укр. передній привід) - передньопривідна модель автомашини люкс-класу, виготовлена французькою компанією Automobiles Bucciali на початку 1930-х років. Найбільш загадкова і скандальна модель компанії Bucciali.

## Історія

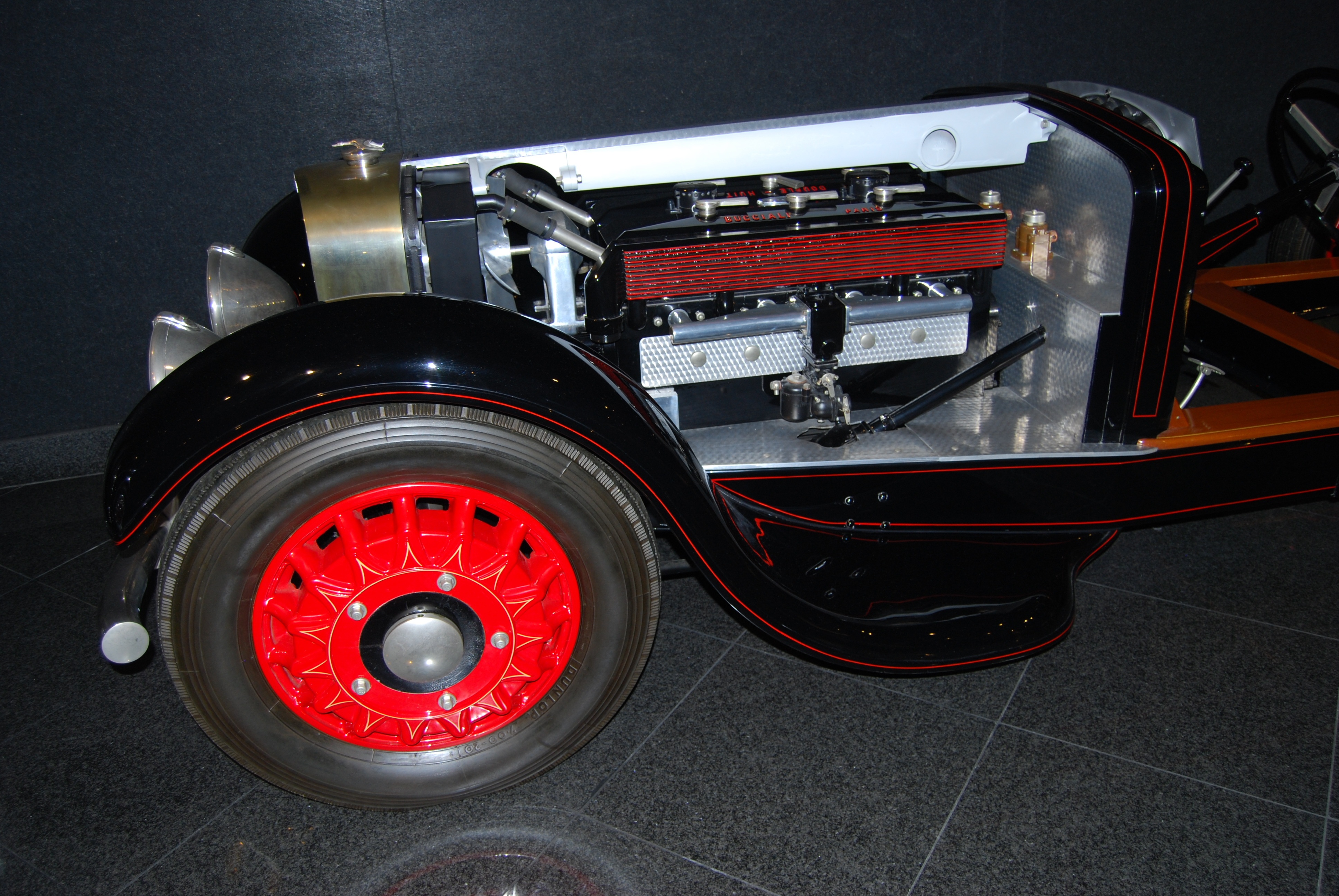
Мотор-макет Bucciali TAV16 Double Huit

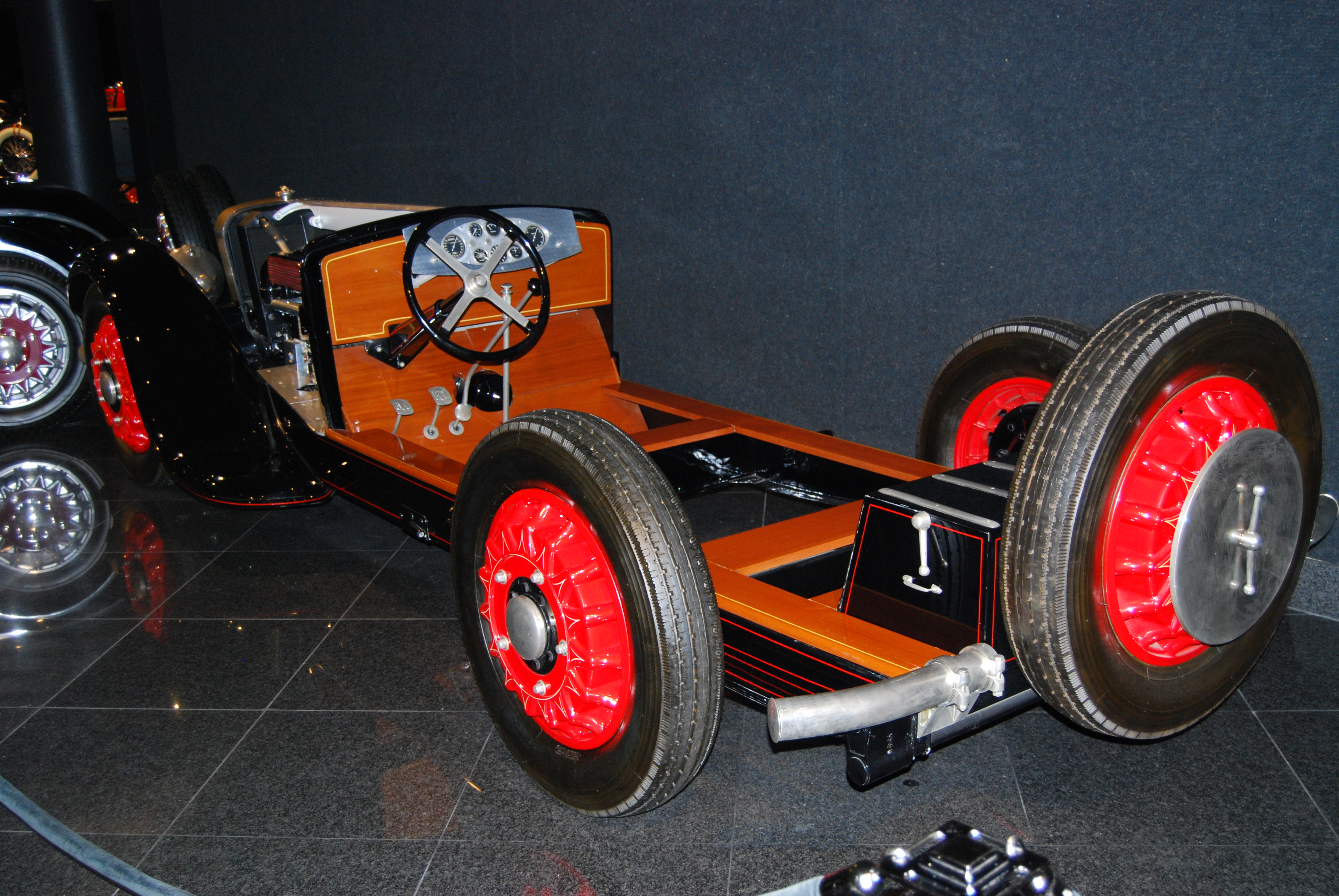
Шасі Bucciali TAV16 Double Huit

Велика депресія сильно вдарила по ринку автомашин люкс-класу, де за кожну пропозицію купівлі боролось декілька відомих компаній. Цієї боротьби не витримали такі відомі компанії, як Avions Voisin, Bugatti, Maybach, Pierce-Arrow, Duesenberg, Hispano-Suiza і т. ін., не рахуючи десятків малих автомобілебудівних фірм та кузовобудівних фірм. До кінця 1930-х років компанії перестали продавати голі шасі, а нові серійні металічні кузови витіснили старі одиничні дерев'яно-металеві. Компанія Cadillac презентувала на початку 1930 перший серійний автомобіль з 16-циліндровим мотором Cadillac V16.
Стала катастрофічною ситуація компанії Bucciali, що випускала по суті одиночні екземпляри своїх моделей і втратила свого останнього потенційного інвестора компанію Peerless. За три останні роки свого існування вона представила три моделі на схожих шасі з дизайном кузовів Жана Савчика - Bucciali TAV 30, Bucciali TAV 12, Bucciali TAV16 Double Huit, що нині вважають найкращими зразками "золотого десятиліття" люкс-авто.
На Паризькому автосалоні 1930 Буччіалі презентували двомісну модель TAV-16, її шасі з 16-циліндровим мотором. Він складався з двох паралельно встановлених блоків 8-циліндрових моторів Continental об'ємом 7,8 л (72×120) і потужністю 155-180 к.с. з окремими колінвалами і спільним картером. Мотор доповнювали два радіатори (по одному на кожен блок циліндрів), електромеханічна зчеплення Delco і встановлена поперек авто 3-ступінчаста коробка передач. Мотор знімався з шасі разом з переднім мостом, що мав демпфер гасіння коливань у вигляді горизонтального амортизатора, незалежний привід до кожного колеса від механізму рульового управління. Задній міст отримав майже двометрові напівелептичні ресори. Крім того гальма мали електромеханічні підсилювачі, а дискі коліс були литими алюмінієвими. Не менш вражали фари авто діаметром без малого 300 мм. Дизайн кузова Bucciali TAV16 Double Huit належав дизайнеру Жану Савчику.
Паризький банкір Жорж Рьор (фр. Georges Roure) на автосалоні 1930 побачив модель Bucciali TAV16 Double Huit  та 16-циліндрового мотору . Він замовив TAV16, але брати Буччіалі сповістили йому, що треба понад рік чекати на виготовлення такого нового мотору Avions Voisin, а представлена на виставці модель вже начебто продана. Банкір не бажав так довго чекати на виготовлення мотору і згодився на модель TAV 12 з 8-циліндровим мотором, але згодом передумав і знову забажав 12-циліндровий. За свідченням Поля-Альберта Буччіалі тоді на шасі Тип 6 мали б встановити авіаційний 12-циліндровий мотор, 24-дюймові колеса і до кінця листопада 1931 кузов кабріолет від фірми Guillet. Поль-Альберт Буціаллі і Жорж Рьор мали здійснити 1000 км переїзд з Парижу до Ніцци на Конкурс Елегантності (фр. Concours d'Elegance), де Bucciali TAV 12 отримав головний приз Гран-прі Почесті (фр. Grand Prix d´Honneur). Випробування конструкціі шасі, переднього приводу пройшло вдало, але кузов видався непривабливим для замовника і конструктора.[3]
Сумніви спеціалістів ще 1930 викликало те, що персонал на виставці не міг надати ніякої переконливої інформації про техніку, використовуваної в авто на стенді. Згодом Поль-Альберт Буччіалі подавав інформацію, що на шасі було встановлено послідовно два V-подібні двигуни Lycoming чи один V-подібний 16-циліндровий.
У 1970-х роках віднайшли шасі Bucciali TAV16 Double Huit з 16-циліндровим мотором. При реставрації в середині блоку циліндрів віднайшли французькі журнали 1930 року. Це засвідчувало, що 16-циліндрового мотору не існувало і це був лише макет. Пол-Альберт Буччіалі в інтерв'ю 1975 розповідав про три продані екземпляри Double Huit, що було вельми сумнівно з огляду на віднайдений макет мотору. Сумнівно також, що 1931 французький банкір замовив 16-циліндровий седан і здійснив переїзд до Ніци. Очевидно йшлось про шасі типу 7 моделі TAV 12. Однак Bucciali TAV16 Double Huit відносять до найкращого рекламного шоу у автомобільному бізнесі, коли неробочий макет зумів привернути увагу фахівців.